# Максимилиан Йозеф фон Турн и Таксис
Максимилиан Йозеф фон Турн и Таксис (на немски: Maximilian Joseph Prinz von Thurn und Taxis; Maximilian Alexander Carl Joseph Ludwig Friedrich Joachim Meinrad Johann von Nepomuk Franz de Paula Franz Xaver Aloys Gonzaga von Thurn und Taxis; * 9 май 1769, Регенсбург; † 15 май 1831, Прага) е принц на Турн и Таксис, генерал-майор на Курфюрство Бавария и по-късно императорски генерал-майор. Той основава младата Бохемска линия на род Турн и Таксис и прародител на италианските „Принципи дела Торе е Тасо“, херцози на Дуино (от 1823).

## Биография
Той е най-малкият син на 3. княз Александер Фердинанд фон Турн и Таксис (1704 – 1773) и третата му съпруга принцеса Мария Хенриета фон Фюрстенберг-Щюлинген (1732 – 1772), дъщеря на княз Йозеф Вилхелм Ернст фон Фюрстенберг (1699 – 1762) и първата му съпруга графиня Мария Анна фон Валдшайн-Вартенберг (1707 – 1756). Полубрат му Карл Анселм (1733 -1805) е 4. княз на Турн и Таксис.
Максимилиан Йозеф започва военна кариера. На 19 май 1798 г. е на императорска служба и участва в италианския поход през 1799 г. През юни 1800 г. той е тежко ранен и прекъсва активната си военна служба като австрийски генерал-майор.
От 1 декември 1803 г. той е гардекапитан на изгонения велик херцог на Тоскана и курфюрст на Залцбург ерцхерцог Фердинанд, докато той след Виенския конгрес през 1814 г. отново получава управлението в Италия.
Максимилиан Йозеф се мести през 1815 г. с фамилията си в Прага. Той умира през 1831 г. и е погребан във фамилната гробница в Зайтцин в господството Добровице.

## Фамилия
Максимилиан Йозеф фон Турн и Таксис се жени на 6 юни 1791 г. в Прага за принцеса Мария Елеонора фон Лобковиц (* 22 април 1770, Прага; † 9 ноември 1834, Прага), дъщеря на княз Август Антонин фон Лобковиц (1729 – 1803) и графиня Мария Лудмила Цзернин фон Кудениц. Те имат децата:
- Карл Анселм (* 18 юни 1792, Прага; † 25 август 1844, Теплиц), генерал-майор, женен на 4 юли 1815 г. за графиня Мария Изабела София фон и цу Елц, преименувана Фауст фон Щромберг (* 10 февруари 1795, Дрезден; † 12 март 1859, Прага)
- Август (* 22 април 1794, Прага; † 24 януари 1862, Мюнхен), генерал
- Йозеф (* 3 май 1796, Прага; † 17 април 1857, Мюнхен), от 31 март 1529 г. ръководи управлението на пощата в Инсбрук
- Карл Теодор (* 17 юли 1797, Прага; † 21 юни 1868, Мюнхен), баварски генерал на кавалерията, женен на 20 октомври 1827 г. в дворец Тегернзее за Юлиана Каролина фон Айнзидел (* 20 декември 1806, Мюнхен; † 1846, Залцбург), дъщеря на граф Карл фон Айнзидел (1770 – 1841)
- Фридрих Ханибал (* 3 септември 1799, Прага; † 17 януари 1857, Венеция), австрийски генерал на кавалерията, женен на 29 юни 1831 г. във Виена за графиня Аурора Батиани (* 13 юни 1806, Пеща; † 18 септември 1881, Ишл)
- Вилхелм Карл (* 12 ноември 1801, Прага; † 11 юни 1848, в битка до Виченца), австрийски генерал-майор